# Сабанджи, Сакып
Сакып Сабанджи (тур. Sakıp Sabancı) (7 апреля, 1933, село Акчакая, ил Кайсери, Турция — 10 апреля, 2004, Стамбул, Турция) — турецкий бизнесмен, миллиардер, писатель и меценат. Основатель холдинга Sabancı Holding. На родине был широко известен как Сакып-ага (Sakıp Ağa).

## Биография
Сакып Сабанджи родился 7 апреля 1933 года в деревне Акчакая, под городом Кайсери, в семье хлопкоторговца Хаджи Омера Сабанджи (Hacı Ömer Sabancı, 1906—1966) и его супруги Садики Сабанджи (Sadıka Sabancı'nın, 1910—1988). Он был третьим ребёнком. В 1957 г. Сакып женился на своей двоюродной сестре Тюркан Дживелек.
К концу жизни Сакып Сабанджи стал владельцем большинства супермаркетов в Турции и самым богатым человеком этой страны. В списке миллиардеров журнала Forbes за 2004 год Сакып Сабанджи — на 150-м месте. Начиная с 1980-х годов управляемая им «Sabanci Group» становится одной из ведущих финансовых структур мира. «Сабанджи Холдинг» контролирует 64 компаний, среди которых текстильные, продовольственные, туристические компании, производство бумаги и упаковки, автомобилей, химическое, табачное производства, цементные заводы, страховые фирмы и банки. «Сабанджи Груп» также имеет партнёрские отношения с некоторыми из самых известных транснациональных компаний, таких как Hilton Worldwide, Bridgestone, DuPont, Philip Morris International, Bekaert, HeidelbergCement, IBM, BNP Paribas, Dresdner Bank, Carrefour и International Paper.
Сакып Сабанджи внёс огромный вклад в народное образование Турции, в 1999 г. он основал частный университет Сабанджи в Стамбуле.
Его коллекции из более чем 320 османских и турецких картин, статуй и более 400 образцов османской каллиграфии выставлены в Музее Сакыпа Сабанджи на Босфоре в районе Эмирган в Стамбуле, в особняке, где он и его семья жили в течение многих лет и который был преобразован в музей в 2002 году. В этом особняке с 1884 года вплоть до начала Первой мировой войны располагалось посольство Черногории.
В 1974 году семья Сабанджи основала благотворительный Фонд (Sabanci Foundation), который работает в области здравоохранения, образования и культуры по всей Турции.
Скончался Сакып Сабанджи от рака. Похоронен на кладбище Зинджирликую в Стамбуле.

## Почётные докторские степени
- 1984 Анатолийский университет, Эскишехир
- 1986 Университет Нью-Гэмпшира, Нью-Гемпшир, США
- 1992 Технический университет Йылдыз, Стамбул
- 1993 Erciyes университет, Кайсери
- 1997 Университет 18 Марта, Чанаккале

Университет Мимара Синана, Стамбул
Американский университет Гирне, Кирения, Турецкая Республика Северного Кипра
Университет Фракии, Эдирне
Стамбульский университет, Стамбул
- 1998 Юго-Восточный университет, Вашингтон, США
- 1999 Чукурова университет, Адана
- 2002 Кырыккале университет, Кырыккале

## См. также

Музей Сакипа Сабанджи, Стамбул
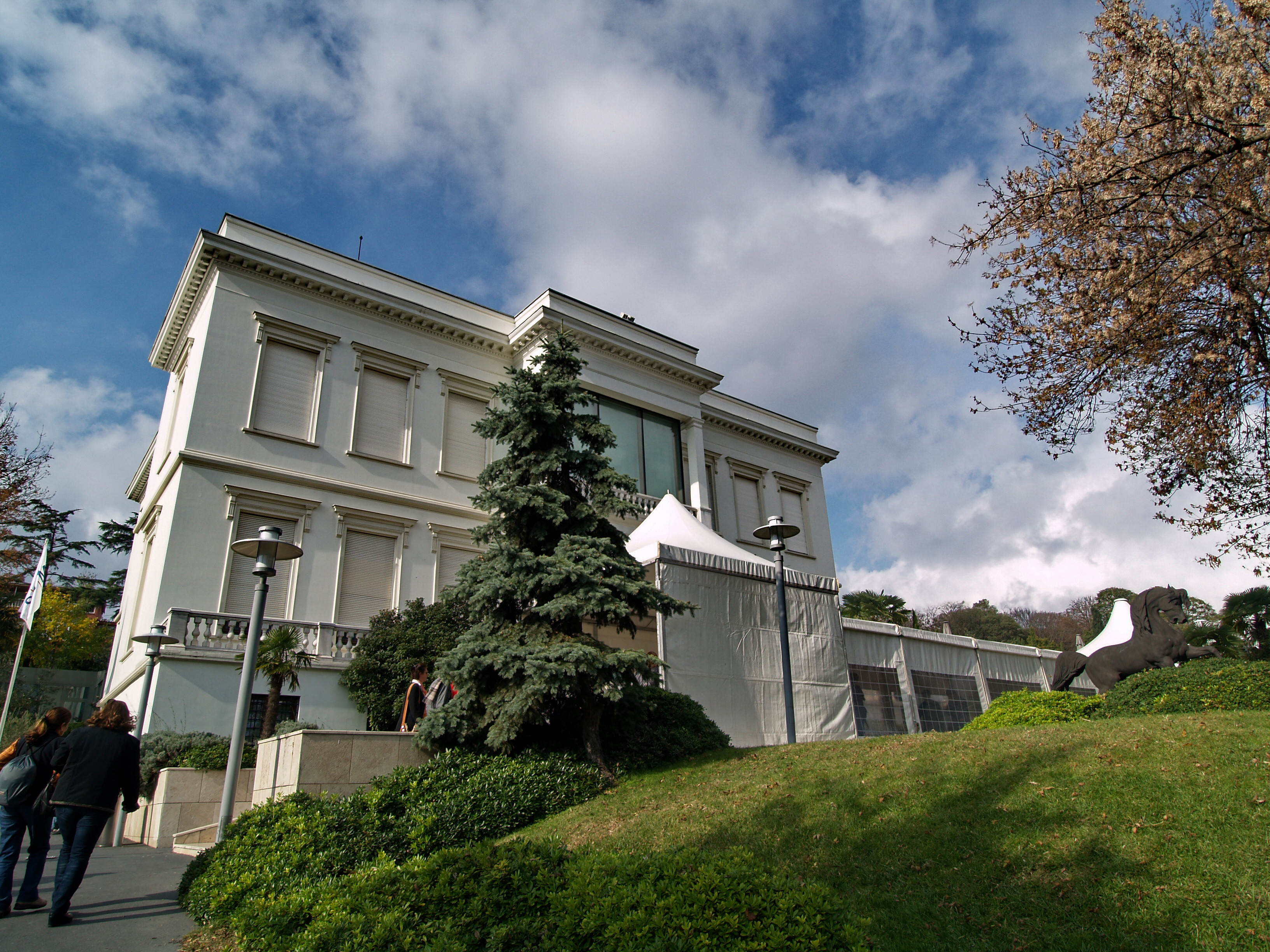
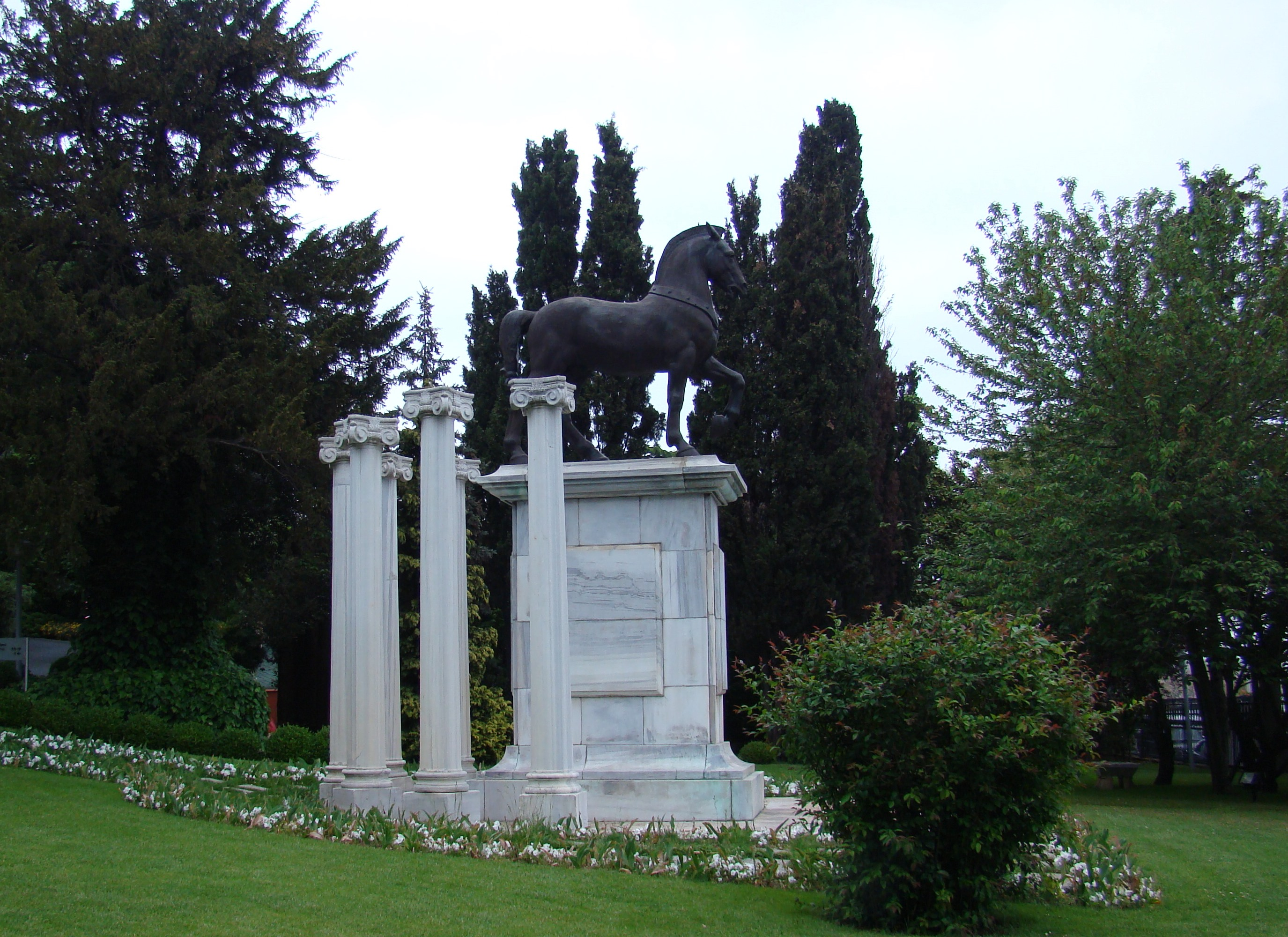
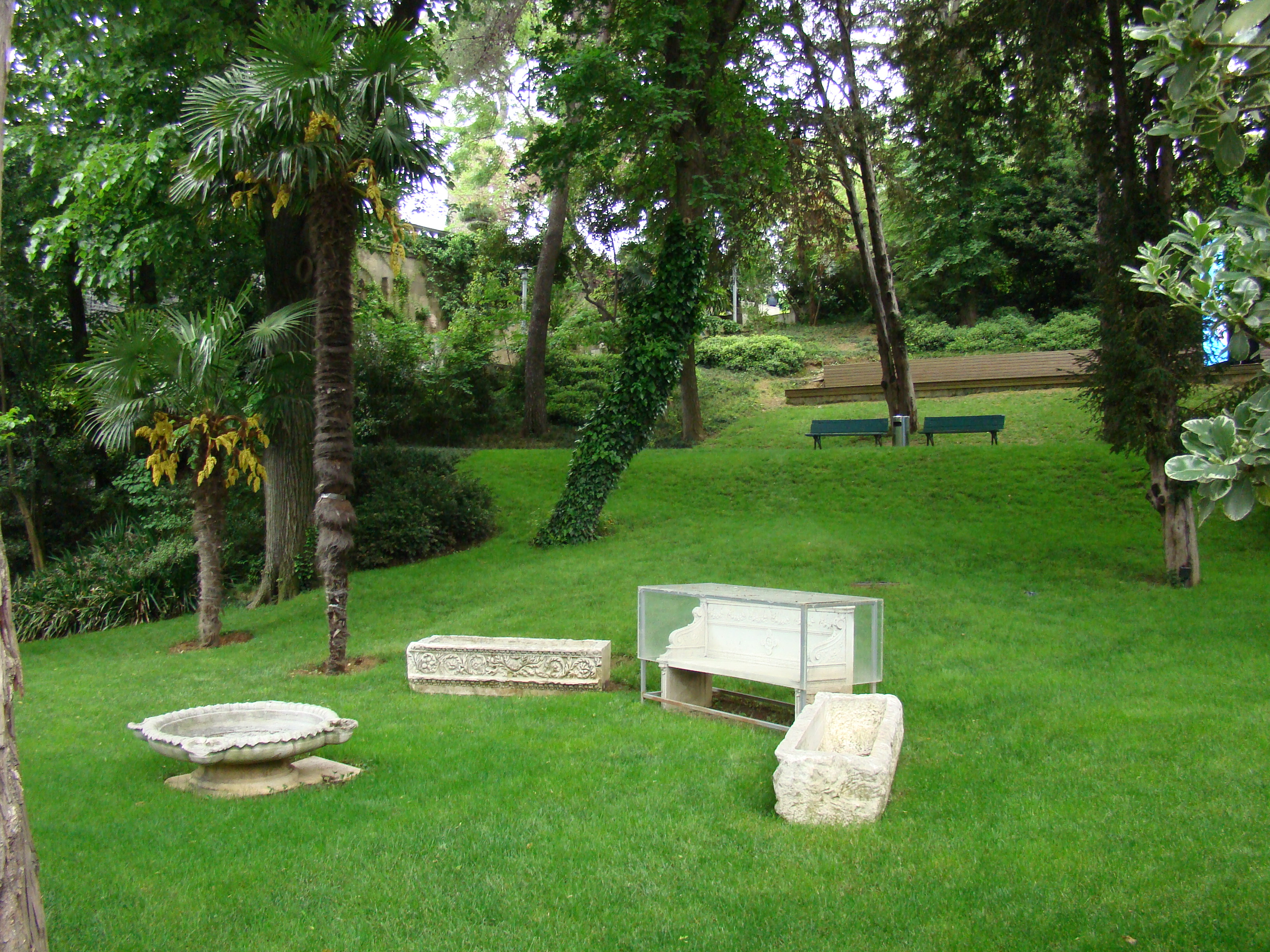
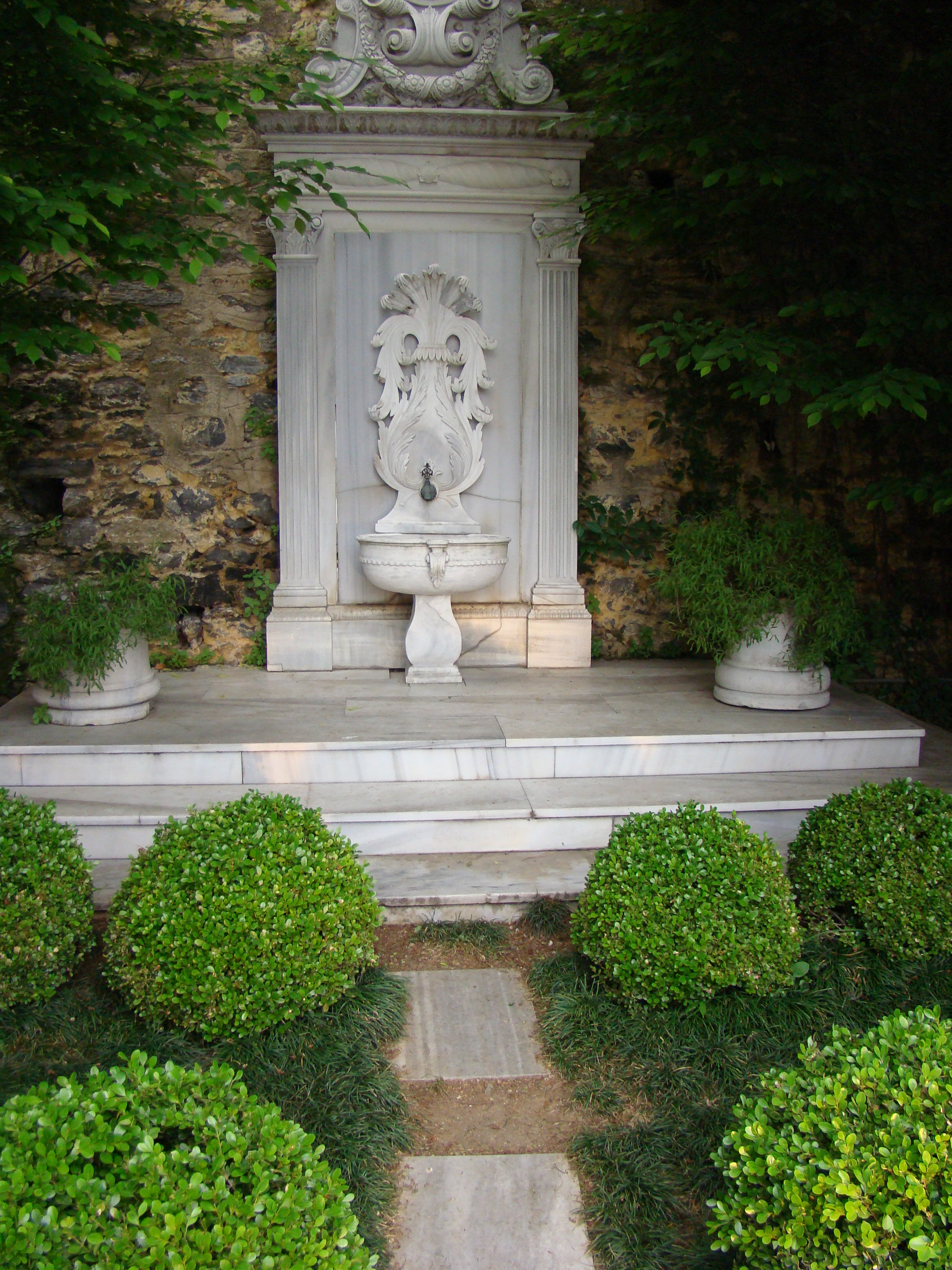
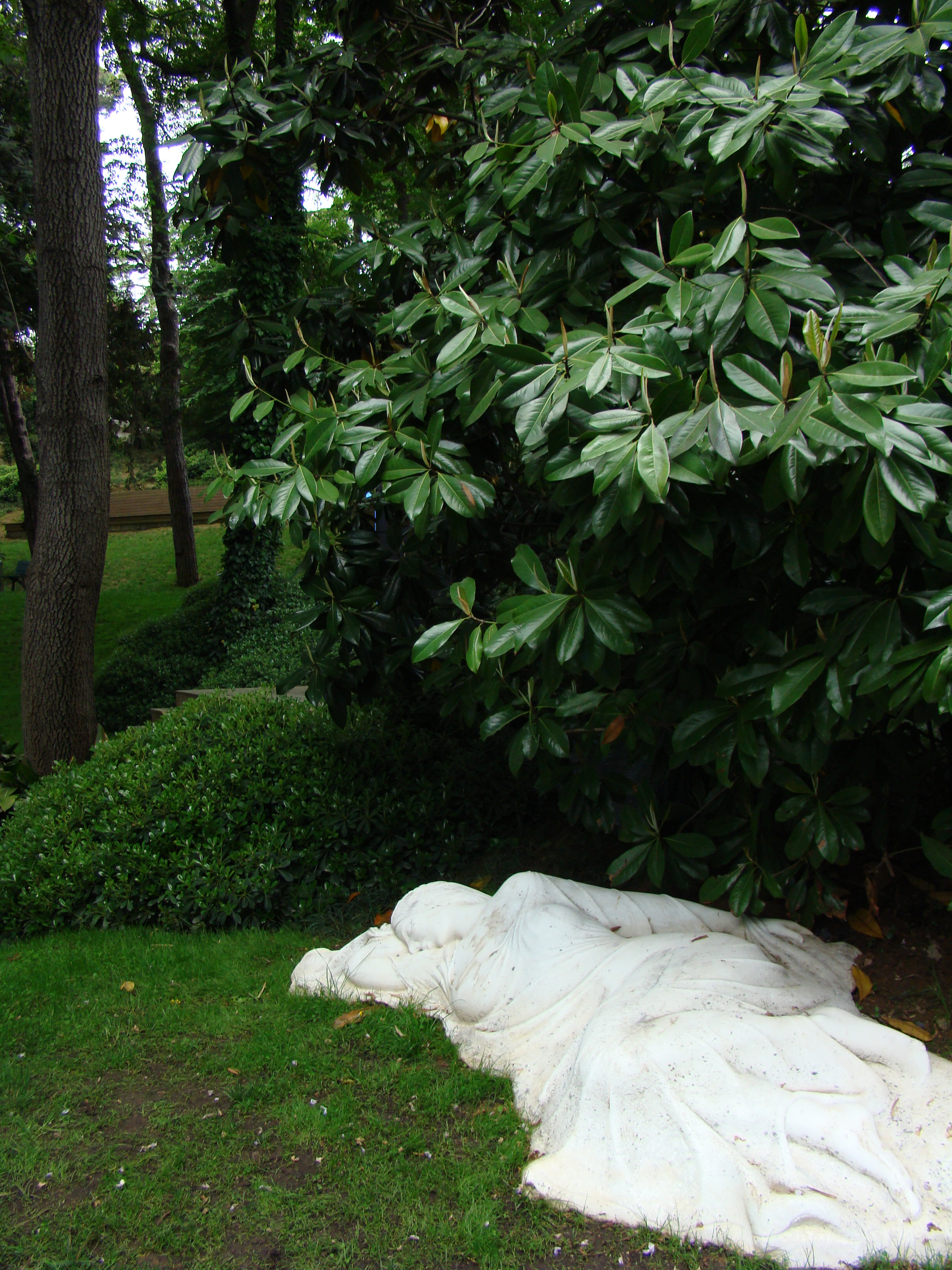
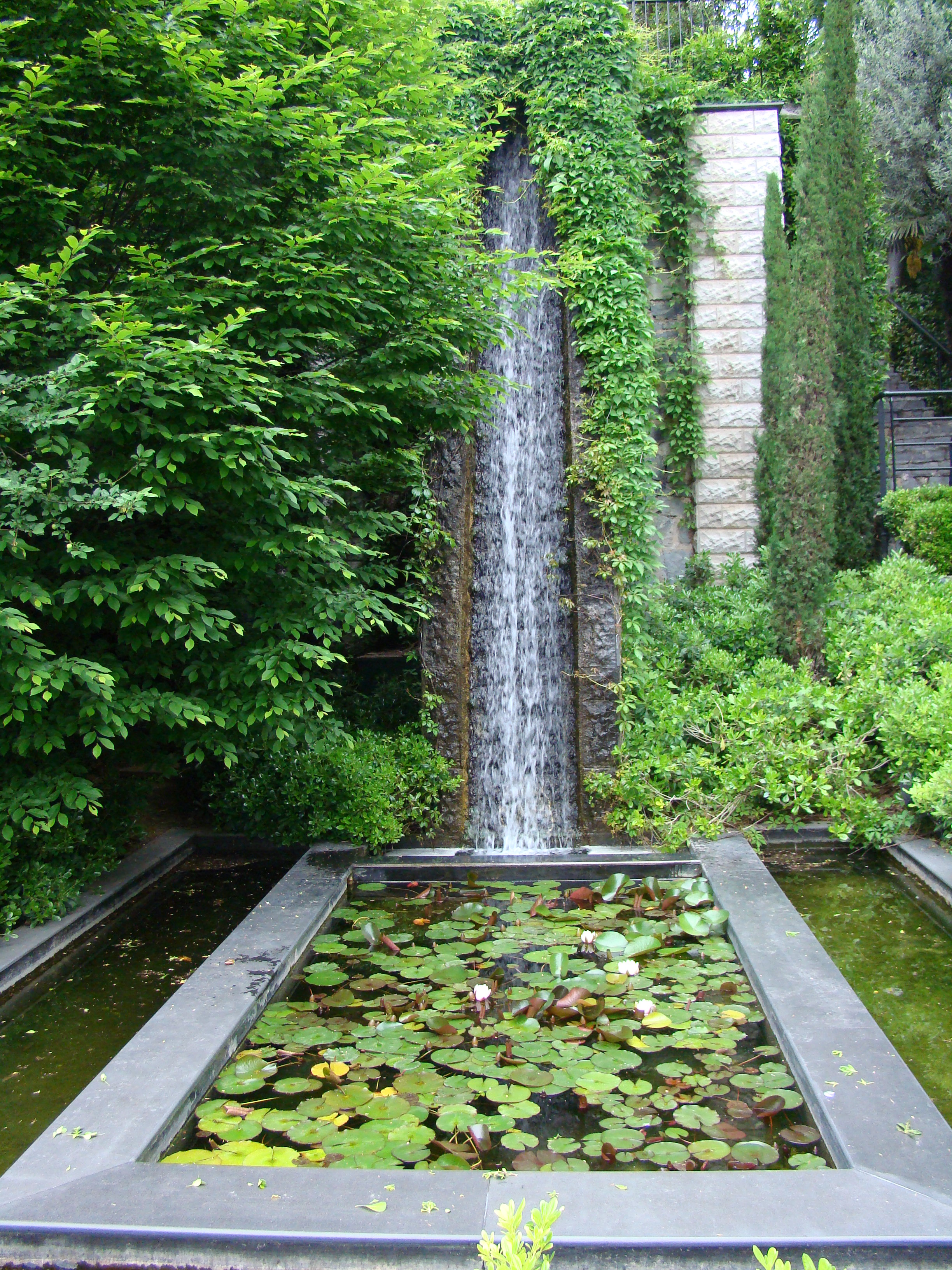
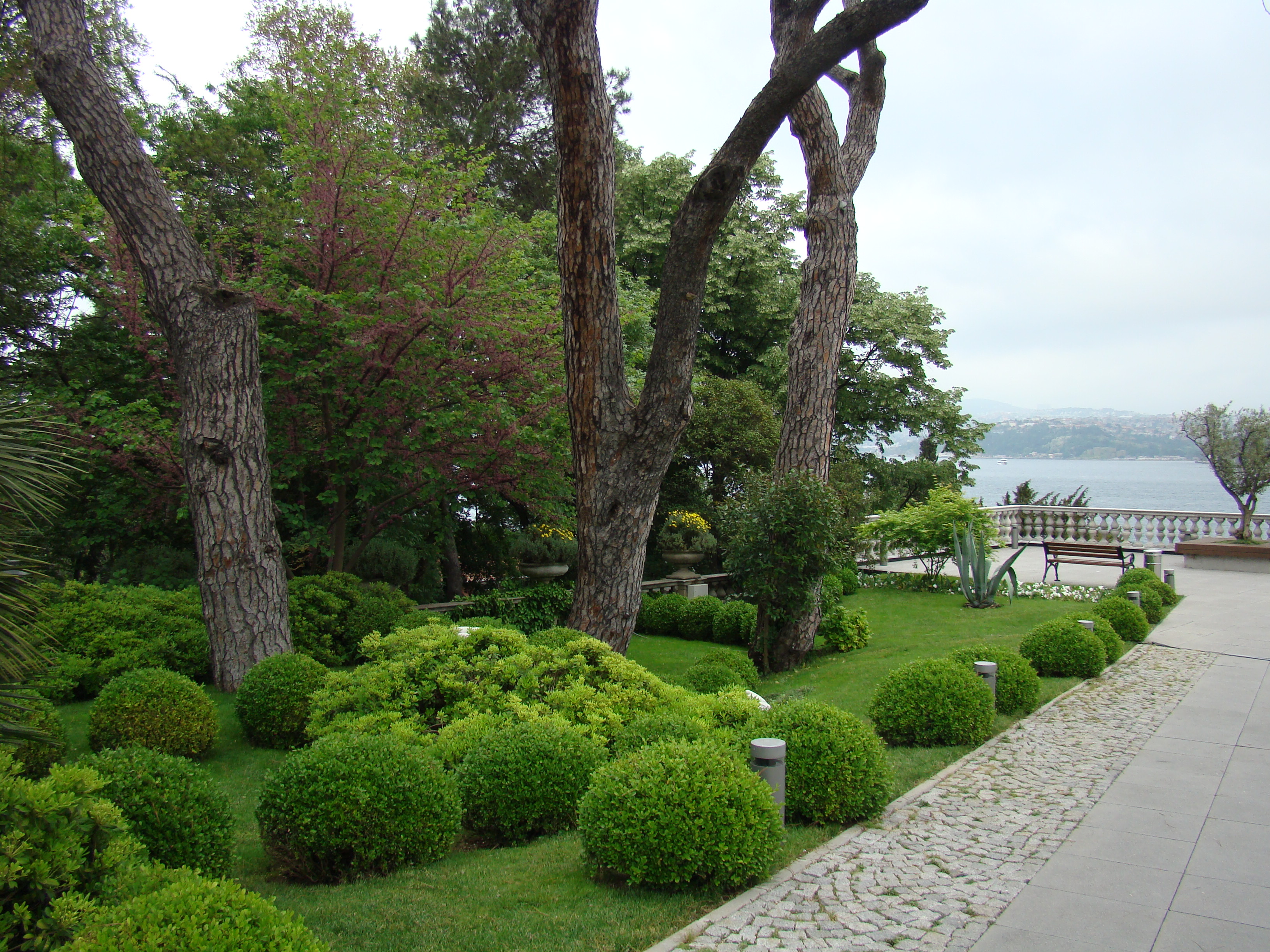
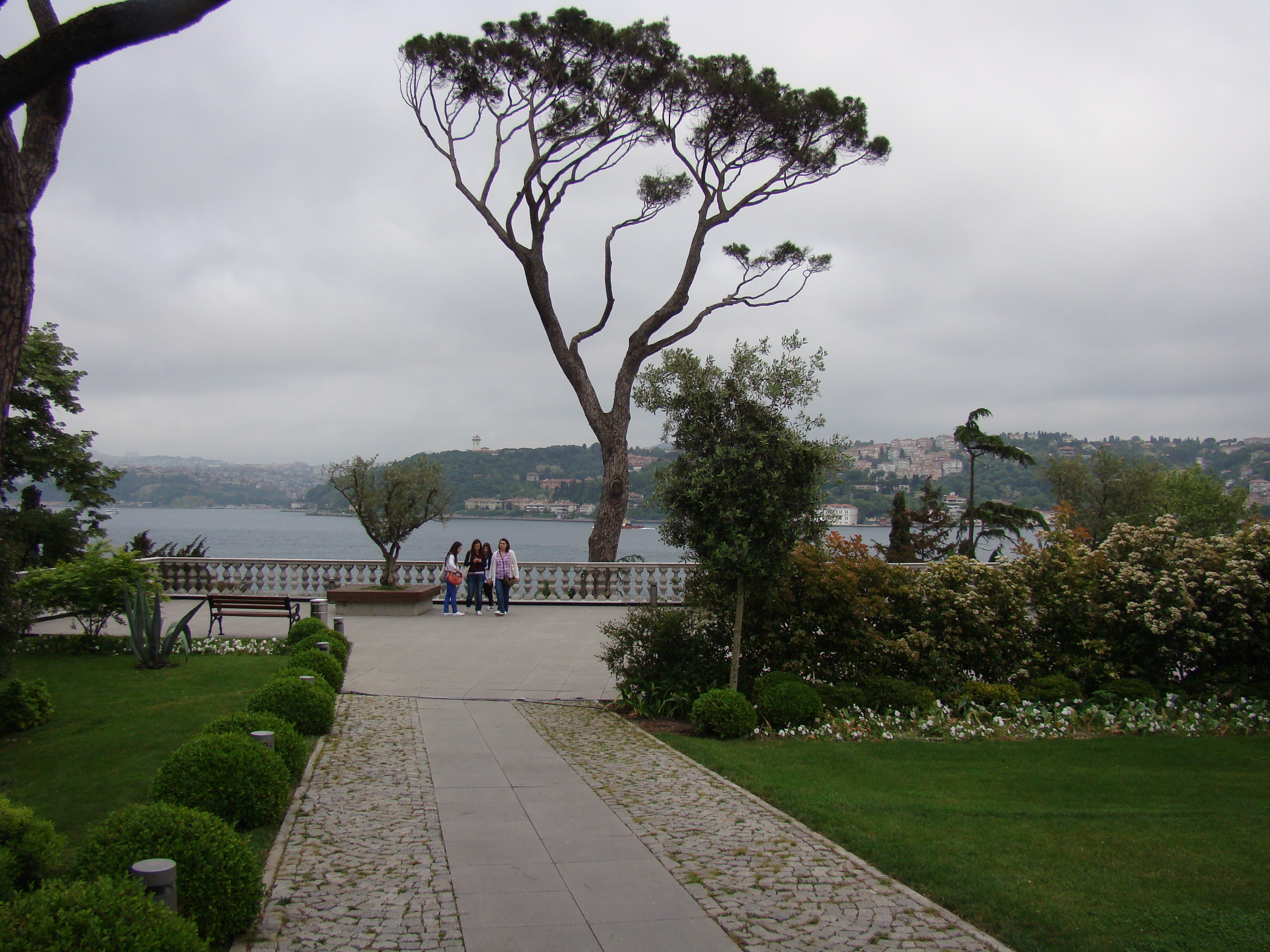

## Награды
- Государственная медаль Турецкой Республики «За выдающиеся заслуги»[тур.].